# Simon Cortes
Simon Cortes est un joueur de pétanque français né le 13 septembre 1980.

## Biographie
Il est droitier et se positionne en milieu ou tireur.

## Clubs
- ?-2002 : La boule sauvage Lodève (Hérault)
- 2003-2006 : Team Nicolin Montpellier (Hérault)
- 2008-2011 : Duc de Nice (Alpes-Maritimes)
- 2012-2018 : Gourdon pétanque (Lot)
- 2019 : Fréjus International Pétanque (Var)
- 2020- : Pétanque Canouharde (Pyrénées-Orientales)

## Palmarès[1],[2],[3]

### Seniors

#### Championnats du Monde
Champion du Monde
- Triplette 2005 (avec Henri Lacroix, Philippe Suchaud et Julien Lamour) :  Équipe de France

#### Jeux mondiaux
Vainqueur
- Triplette 2005 (avec Sylvain Dubreuil et Sylvain Pilewski) :  Équipe de France

#### Coupe d'Europe des clubs
Vainqueur
- 2003 : Team Nicolin Montpellier
- 2008 (avec Séverine Roche, Christine Saunier, Philippe Suchaud, Henri Lacroix, Philippe Quintais, Pascal Milei, Ludovic Montoro, Khaled Lakhal et P. Dacruz) :  Duc de Nice
- 2009 (avec Séverine Roche, Christine Saunier, Philippe Suchaud, Henri Lacroix, Philippe Quintais, Pascal Milei, Ludovic Montoro, et Khaled Lakhal) : Duc de Nice
- 2010 (avec Séverine Roche, Christine Saunier, Philippe Suchaud, Henri Lacroix, Philippe Quintais, Hervo et Ludovic Montoro) : Duc de Nice

#### Championnats de France
Champion de France
- Doublette mixte 2001 (avec Michèle Minerva) : La boule sauvage Lodève
- Doublette 2004 (avec Jean-Claude Maraval) : Team Nicolin Montpellier

#### Coupe de France des clubs
Vainqueur
- 2008 : (avec Christine Saunier, Philippe Quintais, Philippe Suchaud, Henri Lacroix, Lakhal et Rizo) : DUC Nice
- 2009 : (avec Séverine Roche, Philippe Quintais, Philippe Suchaud, Henri Lacroix, Pascal Milei et Ludovic Montoro) : DUC Nice
- 2011 : (avec Séverine Roche, Philippe Suchaud, Henri Lacroix, Delforge, Hervo, Perrin et Ludovic Montoro) : DUC Nice

#### Masters de pétanque
Vainqueur
- 2010 (avec Philippe Quintais, Henri Lacroix et Philippe Suchaud) : Equipe Quintais

Finaliste
- 2006 (avec Henri Lacroix, Philippe Quintais et Philippe Suchaud) : Equipe Lacroix
- 2012 (avec Christophe Sévilla, Philippe Quintais et Mathieu Gasparini) : Equipe Sévilla

#### Trophée des villes
Vainqueur
- 2011 (avec Henri Lacroix, Philippe Suchaud et Christophe Calissi) : Nice
- 2016 (avec Sébastien Da Cunha, Christian Lagarde et Valentin Boris) : Cahors

#### Mondial La Marseillaise
Finaliste
- Deux fois (avec Alain Godard et Henri Lacroix)